# CMIP
CMIP (англ. Common Management Information Protocol - протокол общей управляющей информации) — стандарт управления сетью OSI. CMIP оперирует управляющей информацией в виде управляемых объектов. Управляемые объекты описываются на основе GDMO (англ. Guidelines for Definition of Managed Objects - стандарт описания управляемых объектов). CMIP определяет некоторые функции, отсутствующие в SNMP и SNMPv2. В силу своей сложности данный протокол имеет гораздо меньшее распространение и привлекает меньший интерес, нежели SNMP, но иногда его использование необходимо. Разработан Адамом Гровом в 1992 году.

## Справка
CMIP описан в RFC 1095 и RFC 1189 (The Common Management Information Services and Protocols for the Internet).